# Świetlik (dopływ Kamieńczyka)
Świetlik (niem. Hellefloss) – potok w Sudetach w zachodniej części Karkonoszy, prawy dopływ Kamieńczyka. Źródła na północnych zboczach Szrenicy. Płynie na północ. Uchodzi do Kamieńczyka w Szklarskiej Porębie Marysinie.
Płynie po granicie i jego zwietrzelinie. Cały obszar zlewni Świetlika porośnięty jest górnoreglowymi lasami świerkowymi, przy czym część z nich została w ostatnich latach zniszczona i wyrąbana.
W górnym biegu płynie w obrębie Karkonoskiego Parku Narodowego.